# Trương Quốc Vinh
Trương Phát Tông (giản thể: 张发宗; phồn thể: 張發宗; tiếng Anh: Cheung Fat-chung), thường được biết đến với nghệ danh Trương Quốc Vinh (giản thể: 张国荣; phồn thể: 張國榮, tiếng Anh: Leslie Cheung Kwok-wing, 12 tháng 9 năm 1956 – 1 tháng 4 năm 2003), là một nam ca sĩ kiêm diễn viên người Hồng Kông. Với sự nghiệp trải dài 26 năm, Trương Quốc Vinh đã phát hành khoảng 40 album và tham gia diễn xuất trong khoảng 60 bộ phim. Được đánh giá là một trong những nghệ sĩ Hồng Kông vĩ đại nhất mọi thời đại, ông là ca sĩ tiên phong và là người định hình bản sắc cho dòng nhạc Cantopop trong suốt thập niên 1980. Bên cạnh sự nghiệp âm nhạc, Trương Quốc Vinh còn là một biểu tượng của nền điện ảnh Hoa ngữ; nhiều bộ phim mà ông tham gia diễn xuất như Xuân quang xạ tiết (1997), Bá vương biệt Cơ (1993) và A Phi chính truyện (1990) đã trở thành những tác phẩm kinh điển. Ông cũng là một trong số ít ngôi sao châu Á công khai đóng các vai diễn đồng tính nam, tích cực tham gia các hoạt động giành quyền lợi cho cộng đồng LGBT.
Sinh ra tại Cửu Long, Hồng Kông, Trương Quốc Vinh sớm sang Anh du học từ năm 12 tuổi. Ông trở về Hồng Kông rồi bước chân vào làng giải trí vào năm 1977, sau khi giành giải nhì một cuộc thi âm nhạc. Sự nghiệp âm nhạc của ông thuở ban đầu không mấy thuận lợi và chỉ bắt đầu khởi sắc khi ông phát hành album Gió tiếp tục thổi vào năm 1982. Năm 1984, ông cho ra mắt ca khúc "Monica", một trong những tác phẩm tiêu biểu nhất lịch sử âm nhạc đại chúng Hồng Kông. Năm 1987, album Summer Romance của ông trở thành album bán chạy nhất năm ở Hồng Kông với hơn 700 nghìn bản tiêu thụ. Ở lĩnh vực điện ảnh, Trương Quốc Vinh ghi những dấu ấn đầu tiên với các vai diễn trong Liệt hỏa thanh xuân (1982) và Anh hùng bản sắc (1986).
Sau khi tạm ngừng ca hát vào năm 1989, Trương Quốc Vinh tập trung cho sự nghiệp diễn xuất và gặt hái được nhiều thành tích trong những năm 1990. Đặc biệt, vai diễn nghệ sĩ kinh kịch Trình Điệp Y trong Bá vương biệt Cơ (1993) đã đưa tên tuổi của ông đến với khán giả phương Tây, là nét tô điểm đậm nhất cho thành công ở lĩnh vực điện ảnh của mình. Năm 1995, Trương Quốc Vinh trở lại với ngành công nghiệp âm nhạc, một năm sau, phát hành album Hồng nhận được sự tán dương nhiệt liệt. Ông đã nhảy lầu tự sát từ tầng 24 khách sạn Mandarin Oriental, khu Trung Hoàn, Hồng Kông vào ngày 1 tháng 4 năm 2003, sau khi phải chịu ảnh hưởng từ căn bệnh trầm cảm lâu năm của mình.

## Tiểu sử
Trương Quốc Vinh có tên khai sinh là Trương Phát Tông, sinh ngày 12 tháng 9 năm 1956 trong một gia đình trung lưu tại Cửu Long, Hồng Kông. Cha ông là ông Trương Hoạt Hải còn mẹ ông là bà Phan Ngọc Dao. Trương Hoạt Hải là một thợ may có tiếng, từng may quần áo cho Marlon Brando, Cary Grant và nhà làm phim Alfred Hitchcock. Ông cũng được biết đến là một người đàn ông phong lưu, đa tình. Cả hai có với nhau mười người con, trong đó ba người qua đời từ khi còn nhỏ, và Trương Quốc Vinh là con út. Vì quá bận rộn, cha mẹ ông gửi các con cho bà ngoại nuôi. Song do bà ngoại tuổi đã cao, nên ông cùng các anh chị em chủ yếu sống dưới bàn tay chăm sóc của cô bảo mẫu tên Sáu, người mà ông xem là "người phụ nữ vĩ đại nhất". Ông tự nhận mình thuở nhỏ là một đứa trẻ kỳ quặc, không giống trẻ con, ít nói và chẳng bao giờ được người khác đoái hoài, để tâm. Quốc Vinh không gần gũi với cả cha lẫn mẹ, cho rằng "duyên phận" của mình với đấng sinh thành quá mỏng manh. Ông từng hối hận rằng điều đáng tiếc nhất trong cuộc đời anh là "đã có quá ít thời gian với cha mẹ. Kể từ khi tôi sinh ra tới khi họ mất đi, tôi chỉ được sống cùng cha vỏn vẹn năm ngày, với mẹ đại khái nửa năm."
Trong thời kỳ mà Hồng Kông vẫn còn chịu dưới sự cai trị của nước Anh, Quốc Vinh dễ dàng sang Anh du học khi mới chỉ mười hai tuổi. Ông theo học trường Norwich ở Norfolk, và sau khi tốt nghiệp cấp ba, ông học tiếp chuyên ngành Quản lý dệt may tại Đại học Leeds. Ở trường đại học, ông bắt đầu phát huy năng khiếu ca hát, trở thành ca sĩ nghiệp dư, đi hát ở một số tụ điểm và phòng trà. Khi chương trình học còn chưa hoàn thành, ông đã phải bỏ về Hồng Kông khi hay tin cha anh lâm bệnh nặng.

## Sự nghiệp

### Những năm đầu

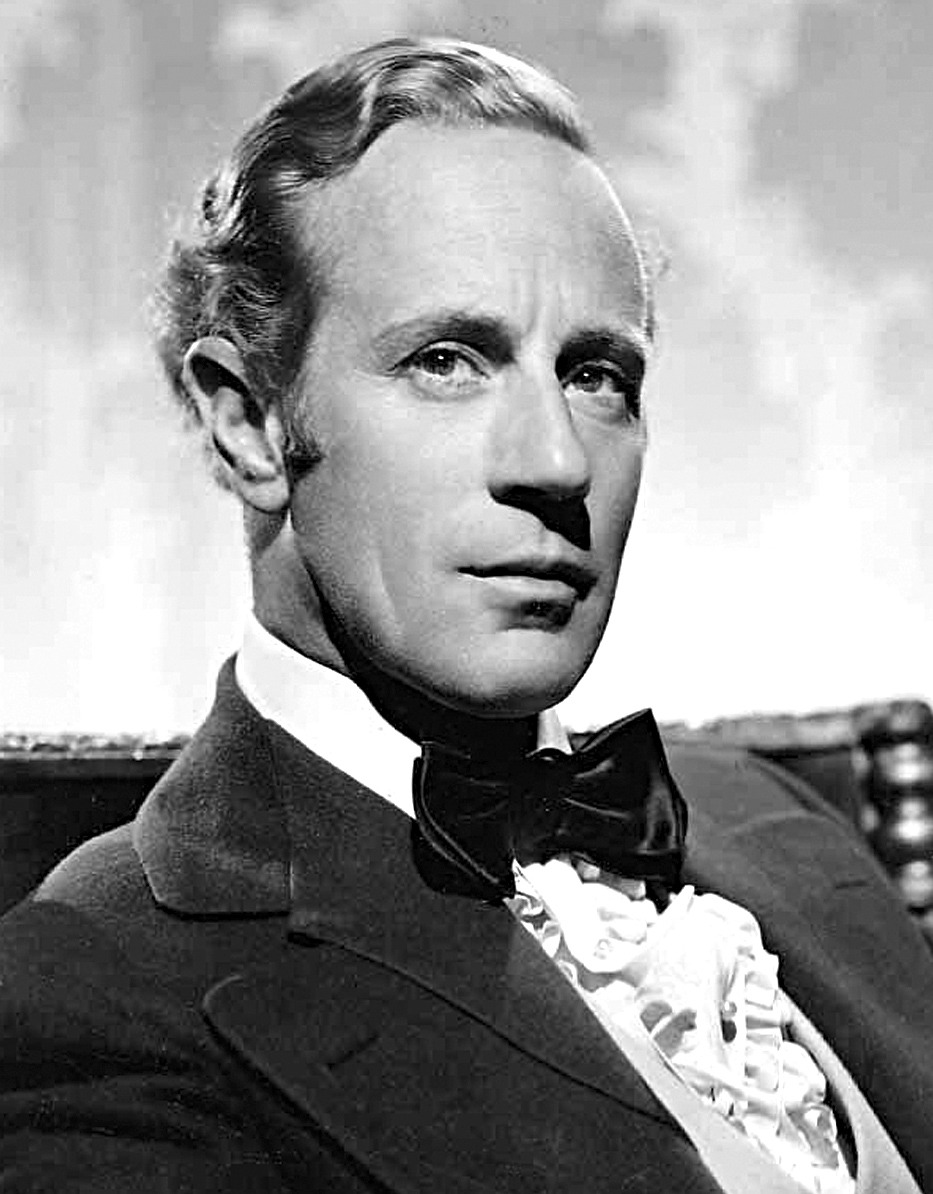
Nam diễn viên người Anh Leslie Howard là nguồn cảm hứng để Trương Quốc Vinh chọn cho mình cái tên tiếng Anh Leslie Cheung.

Năm 1977, sau khi tham gia và giành giải nhì cuộc thi Âm nhạc châu Á do Rediffusion Television tổ chức, Quốc Vinh chính thức bước chân vào làng giải trí. Năm 21 tuổi, ông ký hợp đồng với Polydor Records. Lần lượt trong hai năm 1977 và 1979, Trương Quốc Vinh cùng Polydor cho ra mắt hai album Day Dreamin' và Tình nhân tiễn. Những năm đầu làm ca sĩ chuyên nghiệp, ông bị chỉ trích là còn quá non nớt và có "giọng hát nghe như gà". Ông phải nhận những lời la ó từ khán giả trong buổi diễn đầu tiên trước công chúng. Với việc ba album đầu tay đều mang về doanh thu đáng thất vọng, Polydor Records quyết định chấm dứt hợp đồng với ông. Năm 1982, Quốc Vinh gia nhập Capital Artists, tên tuổi của ông mới thực sự nổi tiếng khi phát hành album đột phá Gió tiếp tục thổi được khán giả yêu thích cuồng nhiệt. Ca khúc cùng tên, "Gió tiếp tục thổi", là một trong những ca khúc gắn liền với tên tuổi Trương Quốc Vinh sau này. Năm 1984, ông cho ra mắt ca khúc "Monica" giành Giải Top 10 Ca khúc vàng Trung Quốc do Đài Truyền hình Hồng Kông trao.  "Monica" trở thành một trong những tác phẩm tiêu biểu nhất lịch sử âm nhạc đại chúng Hồng Kông, giúp truyền cho người Hồng Kông niềm đam mê ca vũ. Sự nghiệp âm nhạc của ông tiếp tục thăng hoa với các album như Chung tình vì người (1985) và Allure Me (1986).
Cũng giống như những năm đầu ca hát, sự nghiệp diễn xuất của Quốc Vinh có khởi đầu không mấy xán lạn. Năm 1977, ông đóng vai Giả Bảo Ngọc trong Hồng lâu xuân thượng xuân. Vì trong phim có nhiều cảnh nóng táo bạo với bạn diễn, nên ông bị gán mác đóng phim cấp ba. Ông từng chia sẻ rằng mình "bị lừa tham gia đóng vai trong phim Hồng lâu xuân thượng xuân, trước khi đóng phim [ông] hoàn toàn không biết trong phim có cảnh nóng".  Sau đó, trong hai năm liên tiếp 1980 và 1981, Quốc Vinh đảm nhận các vai phụ trong hai bộ phim Hát thải và Thất nghiệp sinh. Với Thất nghiệp sinh, ông nhận đề cử Nam diễn viên phụ xuất sắc nhất tại Giải thưởng Điện ảnh Hồng Kông lần thứ nhất. Sau đề cử này, Trương Quốc Vinh nhận lời mời đóng vai nam chính trong bộ phim Nịnh mông khả nhạc (1982). Kể từ đó, ông luôn đảm nhận hầu hết mọi vai chính trong các bộ phim mà mình tham gia. Năm 1983, nhờ vai diễn Louis trong Liệt hỏa thanh xuân, Quốc Vinh nhận đề cử Nam diễn viên chính xuất sắc nhất tại Giải thưởng Điện ảnh Hồng Kông lần thứ 2.

### Bắt đầu gặt hái vinh quang
Năm 1986, Quốc Vinh gia nhập Cinepoly Records. Năm 1987, album Summer Romance của ông bán được hơn 700 nghìn bản ở Hồng Kông, trở thành album bán chạy nhất Hồng Kông năm đó, theo thống kê của Hiệp hội Công nghiệp Ghi âm quốc tế. Trong thập niên 1980, ông cùng với Đàm Vịnh Lân là hai tên tuổi lớn nhất luôn cạnh tranh nhau ở làng nhạc Hoa ngữ. Trong những năm gắn bó với Cinepoly Records, Quốc Vinh đã phát hành một số album đáng nhớ khác như Hot Summer (1988), Virgin Snow (1988), Final Encounter (1989), và Salute (1989) – album phi lợi nhuận đầu tiên được ông mô tả là "một sự tôn kính đối với âm nhạc". Ông quyên góp tất cả số tiền thu được từ việc bán album Salute cho Học viện Nghệ thuật Biểu diễn Hồng Kông, về sau trở thành quỹ Học bổng Tưởng nhớ Trương Quốc Vinh.
Giữa những năm 1980 đến giữa những năm 1990 là thời kỳ hoàng kim của ngành công nghiệp điện ảnh Hồng Kông, đây cũng là khoảng thời gian mà kỹ năng diễn xuất của Quốc Vinh đạt tới đỉnh cao. Ông đóng vai Tống Tử Kiệt trong Anh hùng bản sắc (1986) của đạo diễn Ngô Vũ Sâm, bên cạnh Địch Long và Châu Nhuận Phát. Anh hùng bản sắc đưa tên tuổi của Trương Quốc Vinh vươn tầm sao hạng A được nhiều người biết đến, từng bước trở thành diễn viên có sức ảnh hưởng nhất Hồng Kông, để có thêm những tác phẩm đỉnh cao trong sự nghiệp ở giai đoạn thập niên 1990. Quốc Vinh còn đảm nhận vai chàng thư sinh Ninh Thái Thần trong Thiến nữ u hồn (1986), bộ phim đã để lại dấu ấn khó quên trên màn ảnh Hồng Kông khi anh có một màn kết hợp ăn ý với Vương Tổ Hiền, cũng chính từ đó mà ông có cho mình biệt danh "Ca ca". Hai vai diễn trong Anh hùng bản sắc II (1987) và Yên chi khâu (1988) mang về cho ông hai đề cử Nam diễn viên chính xuất sắc nhất tại Giải thưởng Điện ảnh Hồng Kông lần thứ 7 và thứ 8. Trong một buổi biểu diễn năm 1989, ông thể hiện ca khúc "Gió tiếp tục thổi" trong nước mắt và chính thức tuyên bố tạm ngừng sự nghiệp ca hát để tập trung cho lĩnh vực điện ảnh. Năm 1990, ông di cư tới Canada, mua một ngôi nhà ở khu British Properties, Vancouver. Trong suốt năm năm, ông hạn chế gây chú ý để đảm bảo tư cách công dân Canada.

### Đỉnh cao điện ảnh
Tôi không muốn trở thành Trình Điệp Y. Cá nhân tôi không muốn trở thành anh ấy. Thành thật mà nói, tôi may mắn hơn anh ấy rất nhiều, nhưng tôi vẫn thích đóng vai một nhân vật như anh ấy, vì tôi thích đóng những nhân vật bi thảm. 
Sau khi tuyên bố tạm ngừng ca hát, Trương Quốc Vinh tập trung vào sự nghiệp diễn xuất và những nỗ lực sau này của ông nhanh chóng được đền đáp. Năm 1991, nhờ vai diễn Húc Tử trong A Phi chính truyện (1990) của đạo diễn Vương Gia Vệ, ông nhận giải Nam diễn viên chính xuất sắc nhất tại Giải thưởng Điện ảnh Hồng Kông lần thứ 10, giải thưởng tiêu biểu đầu tiên trong sự nghiệp diễn xuất của ông.

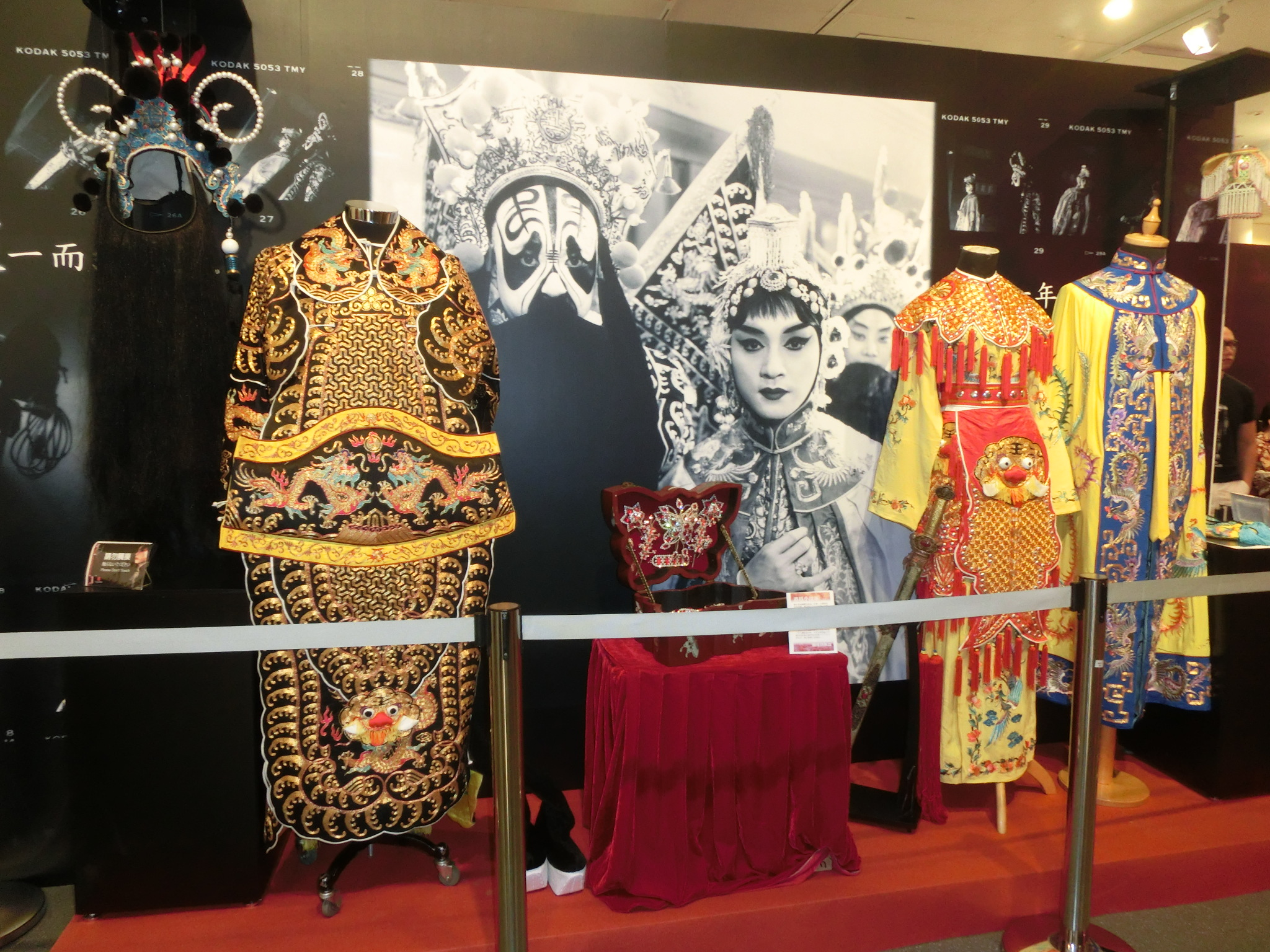
Hai bộ trang phục (phải) mà Trương Quốc Vinh mặc trong Bá vương biệt Cơ (1993)

Vai diễn nghệ sĩ kinh kịch Trình Điệp Y trong bộ phim Bá vương biệt Cơ (1993) của đạo diễn Trần Khải Ca được xem là vai diễn thành công lớn tiếp theo trong sự nghiệp của Quốc Vinh. Bá vương biệt Cơ giành giải Cành cọ Vàng tại Liên hoan phim Cannes lần thứ 46, Phim nói tiếng nước ngoài hay nhất tại Giải Quả cầu vàng lần thứ 51, nhận đề cử Phim nói tiếng nước ngoài hay nhất tại giải Oscar lần thứ 66, đưa tên tuổi của ông đến với khán giả phương Tây. Cũng tại Liên hoan phim Cannes, với vai diễn Trình Điệp Y, một giám khảo đã bỏ phiếu cho ông ở cả hai đề cử Nam và Nữ diễn viên chính xuất sắc nhất.
Năm 1994, Trương Quốc Vinh đóng vai Âu Dương Phong trong Đông Tà, Tây Độc của Vương Gia Vệ. Vai diễn này mang về cho anh giải Nam diễn viên chính xuất sắc nhất tại Giải thưởng Hiệp hội phê bình phim Hồng Kông. Kim chi ngọc diệp (1994) và Sắc tình nam nữ (1996) giúp ông nhận thêm hai đề cử Nam diễn viên chính xuất sắc nhất tại Giải thưởng Điện ảnh Hồng Kông lần thứ 14 và thứ 16. Ông tiếp tục hợp tác với Vương Gia Vệ khi đóng chính cùng Lương Triều Vỹ trong Xuân quang xạ tiết (1997) – được xem là một trong những bộ phim đề tài LGBT hay nhất trong làn sóng New Queer Cinema. Năm 1998, với Xuân quang xạ tiết, cả Trương Quốc Vinh lẫn Lương Triều Vỹ đều nhận đề cử Nam diễn viên chính xuất sắc nhất tại Giải thưởng Điện ảnh Hồng Kông lần thứ 17 và Lương Triều Vỹ là người đoạt giải. Là một tên tuổi luôn bảo chứng cho doanh thu phòng vé, từ năm 1990 đến 1998, 13 trong tổng số 39 phim mà ông tham gia đã lọt vào danh sách 10 bộ phim có doanh thu phòng vé cao nhất Hồng Kông. Khoảng thời gian này, một số bộ phim đáng nhớ khác của ông có thể kể đến như Gia hữu hỷ sự (1992), Bạch phát ma nữ (1995) và Dạ bác ca thanh (1995).

### Trở lại với âm nhạc

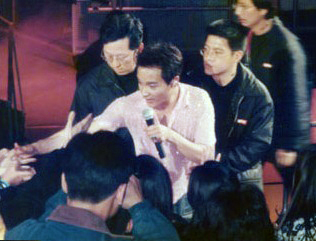
Trương Quốc Vinh trong một buổi hòa nhạc năm 1997

Năm 1995, Trương Quốc Vinh quyết định quay trở lại ngành công nghiệp âm nhạc, ký hợp đồng với Rock Records và phát hành album tái xuất Sủng ái. Cùng Rock Records, Trương Quốc Vinh cho ra mắt Hồng (1996), có thể xem là album được hoan nghênh nhất của ông. Hồng là một album kết hợp, pha trộn mượt mà giữa những thể loại nhạc khác nhau vào Cantopop, tạo nên một phong cách độc đáo nhất quán. Bên cạnh đó, Trương Quốc Vinh có chuyến lưu diễn Live in Concert 97 được tổ chức tại nhà thi đấu Hồng Kông sau tám năm xa cách. Khi trình diễn ca khúc Hồng trong đêm nhạc, ông đã mặc một bộ vest đen lung linh và đi đôi giày cao gót đính sequin đỏ lấp lánh. Năm 1999, Trương Quốc Vinh ký hợp đồng với Universal Music và thành lập công ty riêng Apex Music, qua đây phát hành một số album như Cùng em đếm ngược (1999), Đại nhiệt (2000) và Untitled (2000). Năm 2000, Trương Quốc Vinh tổ chức chuyến lưu diễn cuối cùng của mình, Passion Tour. Toàn bộ trang phục trong chuyến lưu diễn này của Trương Quốc Vinh, ở thời điểm đó, từng bị báo chí chỉ trích vì hình tượng phi giới tính táo bạo. Dù vậy, Passion Tour vẫn nhận được những đánh giá cao từ giới nghệ thuật, trong đó có nữ ca sĩ Madonna. Cùng năm, ông được trao giải Kim vàng, giải thưởng thành tựu trọn đời của dòng nhạc Cantopop.
Trong hai năm 1999 và 2000, Trương Quốc Vinh tham gia một vài bộ phim gồm Lưu tinh ngữ (1999), Tình nguyệt đồng thoại (1999) và Súng thần (2000). Trong đó, ông đã khắc họa một cách xuất sắc tâm lý nhân vật La Bổn Lương trong Dị độ không gian (2002), bộ phim cuối cùng của ông trước khi qua đời vào năm 2003. Ông cũng từng thử sức trong vai trò đạo diễn với đoạn phim tuyên truyền chống thuốc lá dài gần 40 phút Yên phi yên diệt (2000).

## Đời tư
Là một nghệ sĩ xuất chúng, song Trương Quốc Vinh được mô tả là một con người bình dị, luôn lo nghĩ cho bạn bè và mọi người xung quanh. Ông sinh hoạt khá chỉn chu, nền nếp và luôn coi trọng sức khỏe bản thân. Bên cạnh đó, ông còn luôn chú ý phát hiện, đào tạo và giúp đỡ tài năng trẻ. Rất nhiều nghệ sĩ từ Đài Loan và Hồng Kông như Lê Minh, Cổ Thiên Lạc, Vương Lực Hoành, Thư Kỳ, Mạc Văn Úy, Viên Vịnh Nghi, Trương Vệ Kiện, Cổ Cự Cơ và Dương Thái Ni đều từng nhận sự giúp đỡ từ ông. Mặc dù xuất thân từ tầng lớp trung lưu, song ông rất hào phóng với số tiền mà mình kiếm được. Khi một trận động đất xảy ra ở Đài Loan vào năm 1999, ông tham gia một buổi gây quỹ từ thiện, và sau khi thử món cơm rang do Trần Bảo Châu nấu, ông lập tức quyên góp được 250.000 HKD (khoảng 32.250 USD).
Trương Quốc Vinh đã trải qua một vài mối tình với cả nam lẫn nữ. Ông cũng từng thừa nhận bản thân "giống như một người song tính." Năm 1977, khi mới bước chân vào làng giải trí, ông có mối tình đầu với Tuyết Lê, một cô gái 14 tuổi. Cả hai hẹn hò thời gian ngắn rồi chia tay vì khác biệt trong tính cách. Sau Tuyết Lê, ông bị đồn hẹn hò diễn viên Nghê Thi Bội khi đóng phim cùng cô năm 1981, và mối tình này được cho là cũng chỉ kéo dài hai năm. Mao Thuấn Quân là cô gái đầu tiên mà Trương Quốc Vinh công khai quan hệ yêu đương. Hai người gặp nhau khi cùng làm người dẫn chương trình cho một chương trình ca nhạc. Trương Quốc Vinh từng cầu hôn Mao Thuấn Quân nhưng không được đồng ý, song cả hai vẫn giữ liên lạc với nhau.
Tuy nhiên, mối tình được nhắc đến nhiều nhất của Trương Quốc Vinh phải là mối tình đồng tính với Đường Hạc Đức. Đường Hạc Đức sinh năm 1958, vốn là con trai đỡ đầu của mẹ Trương Quốc Vinh. Cả hai quen biết nhau từ nhỏ, mối quan hệ của họ bắt đầu từ năm 1983 và chuyện tình cảm giữa hai người về hình thức vẫn luôn được giữ kín. Năm 1997, tại một trong những buổi hòa nhạc thuộc chuyến lưu diễn vòng quanh thế giới, Trương Quốc Vinh công khai giới thiệu Đường Hạc Đức là người yêu của mình. Ngoài ra, ông là diễn viên đóng vai đồng tính nam nhiều nhất trên màn ảnh Hoa ngữ và rất tích cực tham gia các hoạt động giành quyền lợi cho cộng đồng LGBT.

## Qua đời
– Trương Quốc Vinh viết trong thư tuyệt mệnh.
Ngày 1 tháng 4 năm 2003, tại khách sạn Mandarin Oriental, Trương Quốc Vinh đã nhảy lầu tự sát từ tầng 24, hưởng dương 46 tuổi. Ban đầu, nhiều người đã tin rằng tin tức về cái chết của ông chỉ là một trò đùa ngày Cá tháng Tư. Tuy nhiên, theo lời nói của Trần Thục Phân, quản lý của Quốc Vinh, trước khi qua đời, ông nhắn tin cho bạn trai Đường Hạc Đức, hẹn đi chơi đá bóng vào buổi tối. Tiếp đó, ông mới gọi điện rủ Trần Thục Phân tới khách sạn Mandarin Oriental uống cà phê. Đến nơi mà vẫn chưa thấy ông, Thục Phân gọi điện và nhận được hồi đáp rằng "năm phút nữa [ông] sẽ có mặt". Khi vừa chạy ra khỏi khách sạn, Trần Thục Phân thấy ông nhảy từ tầng 24, sau đó cô ngay lập tức cởi áo khoác và che đi gương mặt của ông. Sau khi được chuyển tới bệnh viện Queen Mary, ông được xác nhận tử vong vào hồi 6 giờ 43 phút chiều (theo giờ Hồng Kông).
Cảnh sát tìm thấy trên thi thể của ông là một lá thư tuyệt mệnh, bằng lái xe, chứng minh thư, hai thẻ tín dụng, chìa khóa xe, điện thoại di động, bật lửa, ví tiền có 9.200 HKD, vé đậu xe tháng và một chiếc khẩu trang màu xanh. Theo các nguồn tin cho biết thì vào năm 1988, Quốc Vinh mua bảo hiểm tai nạn và thương vong trị giá hai triệu USD. Năm 2001, ông lại mua thêm một triệu USD bảo hiểm nhân thọ. Về hoạt động của Quốc Vinh ngay trước thời điểm tự sát, theo lời các nhân viên khách sạn, ông đi vào phòng tập thể dục ở tầng 24 khách sạn Mandarin Oriental từ lúc 4 giờ chiều ngày 1 tháng 4. Theo tờ Apple Daily, ông ghé một câu lạc bộ kín nằm trong khách sạn Mandarin Oriental mà ông là khách quen. Ông uống một ít rượu rồi bước ra hành lang ngắm cảng Victoria, yêu cầu phục vụ cho mượn giấy và bút để viết thư tuyệt mệnh.
Nguyên nhân thật sự cho quyết định tự sát của ông vẫn còn là ẩn số với người hâm mộ. Ông chưa bao giờ tiết lộ căn bệnh trầm cảm nhiều năm của mình, cho tới ngày ông chọn cái chết. Chỉ Đường Hạc Đức, chị gái, quản lý Trần Thục Phân và bác sĩ điều trị biết về bệnh tật của ông. Theo lời người chị cả của ông, bệnh trầm cảm mà ông phải vật lộn là do sự mất cân bằng sinh lý học và hóa học trong não bộ chứ không phải vì áp lực công việc.

## Di sản và tưởng nhớ
Hơn hai mươi năm làm nghệ thuật, Trương Quốc Vinh luôn là ngôi sao đẳng cấp. Ông ấy dường như là người được Thượng đế chọn để hoàn thành sứ mệnh, một người hiếm có. Nếu không có Trương Quốc Vinh, những gì thế giới hiểu về châu Á qua điện ảnh sẽ còn hạn chế. Thế giới nhận ra rằng ngoài võ thuật, đánh đấm, điện ảnh Hồng Kông còn có một Trương Quốc Vinh đầy chiều sâu. 

Là một nghệ sĩ xuất chúng của nền âm nhạc và điện ảnh Hoa ngữ, Trương Quốc Vinh được xem là người có sức ảnh hưởng sâu rộng tại châu Á. Trong vai trò ca sĩ, ông là một trong những đại diện tiêu biểu nhất của làng nhạc nhẹ Hồng Kông, nguồn cảm hứng cho nhiều ca sĩ, trong đó có cả Tứ đại thiên vương, gồm Lê Minh, Lưu Đức Hoa, Trương Học Hữu và Quách Phú Thành. Không sở hữu giọng hát quá tốt nhưng nhờ có khả năng làm chủ sân khấu xuất sắc mà Trương Quốc Vinh được truyền thông ví như "Elvis của Hồng Kông". Ông là ca sĩ người Hoa đầu tiên nổi danh ở Hàn Quốc, một số đĩa nhạc của ông từng gây được sự chú ý ở nước này, vì điều đó mà các nhà kinh doanh ở Hàn Quốc bắt đầu tăng cường nhập khẩu đĩa nhạc Hoa. Trương Quốc Vinh cũng là nghệ sĩ nước ngoài đầu tiên tổ chức tới 16 buổi hòa nhạc tại Nhật Bản. Năm 2005, Sở Bưu điện Hồng Kông phát hành một bộ tem tôn vinh các ngôi sao ca nhạc quá cố, trong đó có tên ông. Năm 2010, ông là ngôi sao châu Á duy nhất có mặt trong Top 5 "Biểu tượng Âm nhạc toàn cầu" do CNN tổ chức bình chọn, sau Michael Jackson và The Beatles. Năm 2012, ông là cái tên Hồng Kông duy nhất xuất hiện trong danh sách 20 ca sĩ hoặc nhóm nhạc nổi tiếng nhất thế giới nửa thể kỷ qua do CNN và Songlines đồng tổ chức bình chọn.

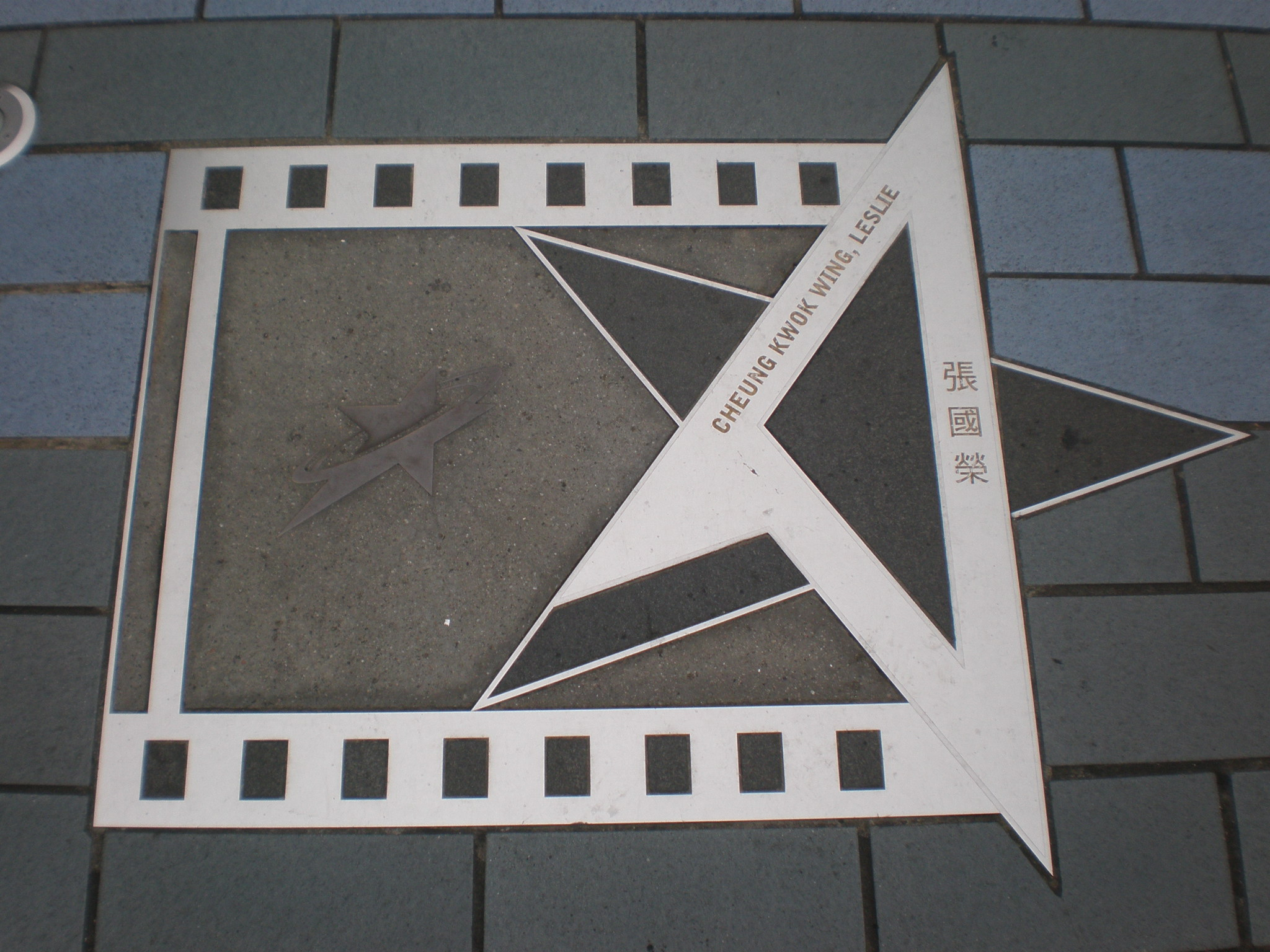
Ngôi sao không dấu tay của Trương Quốc Vinh tại Đại lộ Ngôi sao

Trong vai trò diễn viên, Trương Quốc Vinh cũng là một biểu tượng của nền điện ảnh Hoa ngữ. Hơn 24 năm, ông đã đóng khoảng 60 bộ phim. Rất nhiều trong số đó, như Xuân quang xạ tiết (1997), Bá vương biệt Cơ (1993) và A Phi chính truyện (1990), đã trở thành những tác phẩm kinh điển. Cá nhân ông từng được mời làm giám khảo tại Liên hoan phim quốc tế Tokyo năm 1993 và Liên hoan phim quốc tế Berlin năm 1998. Ông được biết đến với phong cách diễn xuất hoàn hảo của mình thông qua ánh mắt, cách diễn đạt, thần thái tự nhiên, điều này thường được các diễn viên khác sau này học tập. Ngoài việc sở hữu lượng người hâm mộ đông đảo, ông còn là thần tượng của nhiều nghệ sĩ nổi tiếng. Hiệp hội điện ảnh Hồng Kông cũng khẳng định ông vẫn là nghệ sĩ được yêu mến trong suốt nhiều năm qua. Vương Gia Vệ cho rằng "[Vinh] sinh ra là để dành cho điện ảnh", Từ Khắc thì tuyên bố "không thể tìm được nghệ sĩ thứ hai như [Vinh]", và xem Quốc Vinh là "một tượng đài nghệ thuật." Trần Khải Ca từng luyến tiếc rằng Quốc Vinh "thuộc về thời đã qua. Đó là vì [Vinh] có một đôi mắt chỉ có thể thấy trong những giấc mơ phù hoa về quá khứ của chúng ta." Năm 2006, đài NHK tổ chức bình chọn mười diễn viên nước ngoài được yêu thích nhất tại Nhật Bản, và ông là nam nghệ sĩ người Hoa duy nhất lọt vào danh sách. Năm 2010, CNN bình chọn ông là một trong 25 diễn viên châu Á vĩ đại nhất lịch sử.

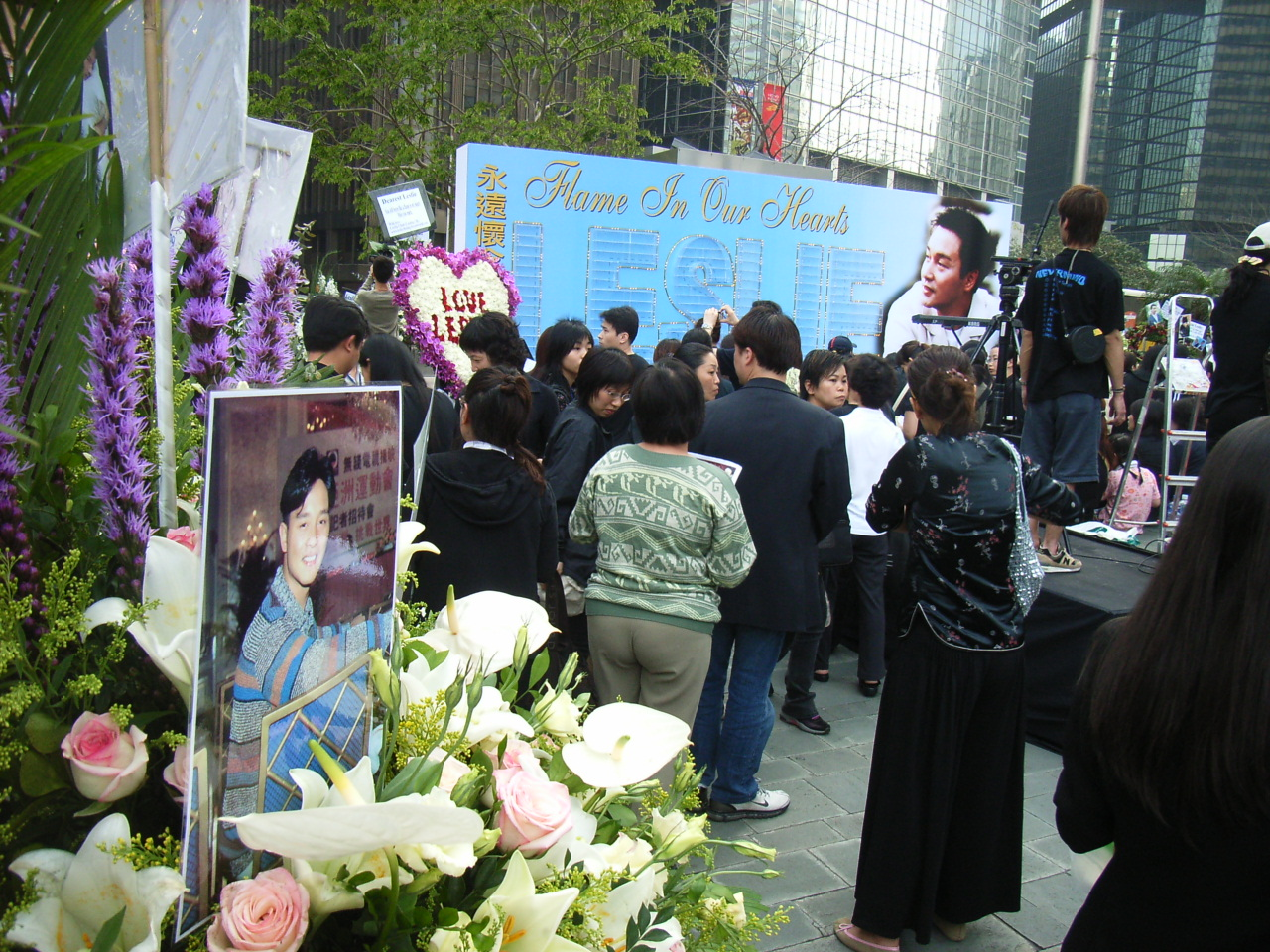
Một lễ tưởng niệm 3 năm ngày Trương Quốc Vinh qua đời

Trong một chương trình của BBC, tiến sĩ Travis Kong, phó giáo sư chuyên nghiên cứu về giới tính và tình dục của Đại học Hồng Kông, đã bàn về sức ảnh hưởng của Trương Quốc Vinh tới cộng đồng LGBT. Những bộ phim đồng tính xuất sắc mà ông tham gia chính là minh chứng cho cống hiến và tầm ảnh hưởng của anh đối với vấn đề vượt qua rào cản giới tính của điện ảnh Hoa ngữ thập niên 1990.
Ngày 6 tháng 4 năm 2003, Tứ đại thiên vương Hồng Kông hát ca khúc "Tình năm đó" trên một sân khấu trao giải để tưởng nhớ ông. Dù đã qua đời được nhiều năm, nhưng hằng năm giới giải trí Hồng Kông, người hâm mộ và những người đồng nghiệp thân thiết vẫn luôn dành niềm thương nhớ đến ông. Năm 2019, nhân tưởng niệm 16 năm ngày mất của Trương Quốc Vinh, một nhóm người hâm mộ Nhật Bản đã gấp 1.339 con hạc giấy, trong đó con số "339" là biển số xe của anh lúc sinh thời. Theo On, sau khi Quốc Vinh qua đời, người yêu của ông là Đường Hạc Đức không hẹn hò với ai. Mỗi dịp Giáng sinh, sinh nhật, hay ngày giỗ của anh, "[Hạc Đức] thường đăng trên trang cá nhân ảnh bên bạn đời quá cố, thể hiện sự nhớ nhung, quyến luyến".

## Danh sách đĩa nhạc
- I Like Dreamin' (1977)
- Day Dreamin' (1977)
- Tình nhân tiễn (1979)
- Gió tiếp tục thổi (1983)
- Mối tình si (1983)
- Leslie Trương Quốc Vinh (Monica) (1984)
- Lựa chọn tốt nhất cho mùa hè – Tất cả phụ thuộc vào bạn (1985)
- Chung tình vì người (1985)
- Stand Up (1986)
- Trương Quốc Vinh (Tình năm đó) (1986)
- Ái mộ (1986)
- Allure Me (1986)
- Summer Romance (1987)
- Virgin Snow (1987)
- Hot Summer (1987)
- Cự tuyệt chơi đùa (1989)
- Leslie Trương Quốc Vinh (Mặt bên) (1989)
- Tâm trạng hóng gió (1989)
- Salute (1989)
- Final Encouter (1989)
- Dreaming Tân khúc+Tinh tuyển (1990)
- Sủng ái (1995)
- Hồng (1996)
- Những năm qua (1998)
- Printemps (1998)
- Cùng em đếm ngược (1999)
- Đại nhiệt (2000)
- Untitled (2000)
- Forever Tân khúc+Tinh tuyển (2001)
- Crossover (2002)
- Mọi thứ theo gió (2003)
- Chung tình Trương Quốc Vinh (2004)

## Danh sách phim
- Dị độ không gian (2002)
- Yên phi yên diệt (2000)
- Duyên tình Okinawa (2000)
- Súng thần (2000)
- Lưu tinh ngữ (1999)
- Tình nguyệt đồng thoại (1999)
- Tình mong đợi (1998)
- Hồng sắc luyến nhân (1998)
- Cửu tinh báo hỷ (1998)
- Xuân quang xạ tiết (1997)
- Gia hữu hỷ sự 1997 (1997)
- Đại tam nguyên (1996)
- Kim chi ngọc diệp 2 (1996)
- Bến Thượng Hải (1996)
- Sắc tình nam nữ (1996)
- Trai-Gái: Giới tính trong phim Trung Quốc (1996)
- Phong nguyệt (1996)
- Mãn Hán toàn tịch (1995)
- Dạ bác ca thanh (1995)
- Cuộc sống tươi đẹp (1994)
- Kim chi ngọc diệp (1994)
- Over the Rainbow Under the Skirt (1994)
- Cẩm tú tiền trình (1994)
- Đông Tà, Tây Độc (1994)
- Bạch phát ma nữ 2 (1993)
- Bạch phát ma nữ (1993)
- Hoa điền hỷ sự (1993)
- Đông Thành, Tây Tựu (1993)
- Bá vương biệt Cơ (1993)
- Hoa điền hỷ sự (1992)
- Nam Kong Legend: Anti-Punk Squad (1992)
- Hào môn dạ yến (1991)
- A Phi chính truyện (1991)
- Tung hoành tứ hải (1991)
- Thiện nữ u hồn II (1990)
- Aces Go Places V: The Terracotta Hit (1989)
- Sát chi luyến (1988)
- Thiện nữ u hồn (1987)
- Anh hùng bản sắc II (1987)
- Yên chi khâu (1987)
- Anh hùng bản sắc (1986)
- Last Song in Paris (1985)
- Vì em chung tình (1985)
- Intellectual Trio (1984)
- Duyên phận (1984)
- Tam văn trị (1984)
- Giáng Sinh vui vẻ (1984)
- First time (1983)
- Dương Quá và Tiểu Long Nữ (1983)
- Cổ thủ (1983)
- Liệt hỏa thanh xuân (1982)
- Nịnh mông khả nhạc (1982)
- Crazy Romance (1982)
- Energetic 21 (1982)
- Thất nghiệp sinh (1981)
- Hái thải (1980)
- Dog eats Dog (1978)
- Hồng lâu xuân thượng xuân (1978)

## Giải thưởng và đề cử chính

### Giải Top 10 Ca khúc vàng Trung Quốc của Đài Truyền hình Hồng Kông
| Năm  | Hạng mục                                | Đối tượng đề cử       | Kết quả   | Nguồn  |
| ---- | --------------------------------------- | --------------------- | --------- | ------ |
| 1984 | Top 10 Ca khúc vàng                     | "Monica"              | Đoạt giải | [ 23 ] |
| 1985 | Top 10 Ca khúc vàng                     | "Ngọn gió tự do"      | Đoạt giải | [ 90 ] |
| 1986 | Top 10 Ca khúc vàng                     | "Tình năm đó"         | Đoạt giải | [ 91 ] |
| 1987 | Top 10 Ca khúc vàng                     | "Không có giấc ngủ"   | Đoạt giải | [ 92 ] |
| 1987 | CD hay nhất                             | Summer Romance        | Đoạt giải | [ 92 ] |
| 1987 | Giải doanh số (Album bán chạy nhất năm) | Summer Romance        | Đoạt giải | [ 92 ] |
| 1988 | Top 10 Ca khúc vàng                     | "Im lặng là vàng"     | Đoạt giải | [ 92 ] |
| 1988 | Top 10 Ca khúc vàng                     | "Không cần quá nhiều" | Đoạt giải | [ 92 ] |
| 1988 | Giải IFPI                               | Trương Quốc Vinh      | Đoạt giải | [ 92 ] |
| 1999 | Top 10 Ca khúc vàng                     | "Tay trái phải"       | Đoạt giải | [ 92 ] |
| 2000 | Giải Kim vàng                           | Trương Quốc Vinh      | Đoạt giải | [ 23 ] |
| 2000 | Top 10 Ca khúc vàng                     | "Đại nhiệt"           | Đoạt giải | [ 92 ] |
| 2002 | Giải Silver Jubilee                     | Trương Quốc Vinh      | Đoạt giải |        |

### Giải thưởng Top 10 Kình ca kim khúc
| Năm  | Hạng mục                               | Đối tượng đề cử     | Kết quả   | Nguồn  |
| ---- | -------------------------------------- | ------------------- | --------- | ------ |
| 1983 | Top 10 Ca khúc vàng                    | "Gió tiếp tục thổi" | Đề cử     |        |
| 1984 | Top 10 Ca khúc vàng                    | "Monica"            | Đoạt giải |        |
| 1985 | Top 10 Ca khúc vàng                    | "Ngọn gió tự do"    | Đoạt giải | [ 93 ] |
| 1986 | Top 10 Ca khúc vàng                    | "Tình năm đó"       | Đoạt giải | [ 94 ] |
| 1986 | Top 10 Ca khúc vàng                    | "Có ai cảm thông"   | Đoạt giải | [ 94 ] |
| 1986 | Giải Kim khúc kim                      | "Có ai cảm thông"   | Đoạt giải | [ 94 ] |
| 1987 | Top 10 Ca khúc vàng                    | "Không có giấc ngủ" | Đoạt giải | [ 95 ] |
| 1987 | Giải Kim khúc kim                      | "Không có giấc ngủ" | Đoạt giải | [ 95 ] |
| 1988 | Top 10 Ca khúc vàng                    | "Im lặng là vàng"   | Đoạt giải | [ 96 ] |
| 1988 | Top 10 Ca khúc vàng                    | "Theo sát"          | Đoạt giải | [ 96 ] |
| 1988 | Nam ca sĩ được hoan nghênh nhất        | Trương Quốc Vinh    | Đoạt giải | [ 96 ] |
| 1989 | Top 10 Ca khúc vàng                    | "Bắt đầu từ Không"  | Đoạt giải | [ 97 ] |
| 1989 | Nam ca sĩ được hoan nghênh nhất        | Trương Quốc Vinh    | Đoạt giải | [ 97 ] |
| 1999 | Giải Vinh dự                           | Trương Quốc Vinh    | Đoạt giải | [ 98 ] |
| 2000 | Giải Four Channel (Album hay nhất năm) | Untitled            | Đoạt giải | [ 99 ] |
| 2000 | Giải Vinh dự                           | Trương Quốc Vinh    | Đoạt giải | [ 99 ] |

### Giải thưởng Điện ảnh Hồng Kông
| Năm  | Hạng mục                          | Phim                 | Kết quả   | Nguồn   |
| ---- | --------------------------------- | -------------------- | --------- | ------- |
| 1983 | Nam diễn viên chính xuất sắc nhất | Liệt hỏa thanh xuân  | Đề cử     | [ 28 ]  |
| 1988 | Nam diễn viên chính xuất sắc nhất | Anh hùng bản sắc 2   | Đề cử     | [ 35 ]  |
| 1988 | Ca khúc trong phim hay nhất       | Thiện nữ u hồn       | Đề cử     | [ 35 ]  |
| 1989 | Nam diễn viên chính xuất sắc nhất | Yên chi khâu         | Đề cử     | [ 36 ]  |
| 1991 | Nam diễn viên chính xuất sắc nhất | A Phi chính truyện   | Đoạt giải | [ 40 ]  |
| 1994 | Ca khúc trong phim hay nhất       | Bạch phát ma nữ      | Đề cử     | [ 100 ] |
| 1995 | Nam diễn viên chính xuất sắc nhất | Kim chi ngọc diệp    | Đề cử     | [ 49 ]  |
| 1995 | Ca khúc trong phim hay nhất       | Kim chi ngọc diệp    | Đoạt giải | [ 49 ]  |
| 1996 | Ca khúc trong phim hay nhất       | Dạ bác ca thanh      | Đề cử     | [ 101 ] |
| 1997 | Nam diễn viên chính xuất sắc nhất | Sắc tình nam nữ      | Đề cử     | [ 50 ]  |
| 1997 | Ca khúc trong phim hay nhất       | Kim chi ngọc diệp II | Đề cử     | [ 50 ]  |
| 1998 | Nam diễn viên chính xuất sắc nhất | Xuân quang xạ tiết   | Đề cử     | [ 53 ]  |
| 2003 | Nam diễn viên chính xuất sắc nhất | Dị độ không gian     | Đề cử     | [ 102 ] |

### Giải Kim Mã
| Năm  | Hạng mục                          | Phim                 | Kết quả   | Nguồn   |
| ---- | --------------------------------- | -------------------- | --------- | ------- |
| 1991 | Nam diễn viên chính xuất sắc nhất | A Phi chính truyện   | Đề cử     | [ 103 ] |
| 1993 | Ca khúc trong phim hay nhất       | Bạch phát ma nữ      | Đoạt giải | [ 104 ] |
| 1994 | Ca khúc trong phim hay nhất       | Kim chi ngọc diệp    | Đề cử     | [ 105 ] |
| 1995 | Ca khúc trong phim hay nhất       | Dạ bác ca thanh      | Đề cử     | [ 106 ] |
| 1996 | Nam diễn viên chính xuất sắc nhất | Phong nguyệt         | Đề cử     | [ 107 ] |
| 1996 | Ca khúc trong phim hay nhất       | Phong nguyệt         | Đề cử     | [ 107 ] |
| 1996 | Ca khúc trong phim hay nhất       | Kim chi ngọc diệp II | Đề cử     | [ 107 ] |
| 1997 | Nam diễn viên chính xuất sắc nhất | Xuân quang xạ tiết   | Đề cử     | [ 108 ] |
| 2000 | Nam diễn viên chính xuất sắc nhất | Súng thần            | Đề cử     | [ 109 ] |
| 2002 | Nam diễn viên chính xuất sắc nhất | Dị độ không gian     | Đề cử     | [ 110 ] |

### Giải thưởng điện ảnh khác
| Năm  | Giải thưởng                           | Hạng mục                          | Phim               | Kết quả   | Nguồn   |
| ---- | ------------------------------------- | --------------------------------- | ------------------ | --------- | ------- |
| 1991 | Liên hoan phim châu Á–Thái Bình Dương | Nam diễn viên chính xuất sắc nhất | A Phi chính truyện | Đề cử     | [ 111 ] |
| 1993 | Liên hoan phim Cannes                 | Nam diễn viên chính xuất sắc nhất | Bá vương biệt Cơ   | Đề cử     | [ 61 ]  |
| 1994 | Hiệp hội Phê bình phim Hồng Kông      | Nam diễn viên chính xuất sắc nhất | Đông Tà, Tây Độc   | Đoạt giải | [ 112 ] |
| 1994 | Hiệp hội Phê bình phim Nhật Bản       | Nam diễn viên chính xuất sắc nhất | Bá vương biệt Cơ   | Đoạt giải | [ 113 ] |